# بحيرة هونوي
بحيرة هونوي  هي واحدة من بحيرات فنجر التي تقع في مقاطعة أونتاريو ، نيويورك. تقع معظم البحيرة داخل مدينة ريتشموند ولكن الجزء الجنوبي الغربي الأصغر يقع في مدينة كاناديس. تقع قرية هونوي شمال البحيرة مباشرة.
يأتي اسم هونوي من كلمة هو-ن-و-ي سينيكا، والتي تعني الإصبع الكاذب، أو حيث يقع الإصبع. يأتي الاسم من القصة المحلية لأميركيين الأصليين الذين تم عض إصبعهم من قبل أفعى جرسية، وبالتالي قطعت أصابعهم باستخدام توماهوك.

## وصف

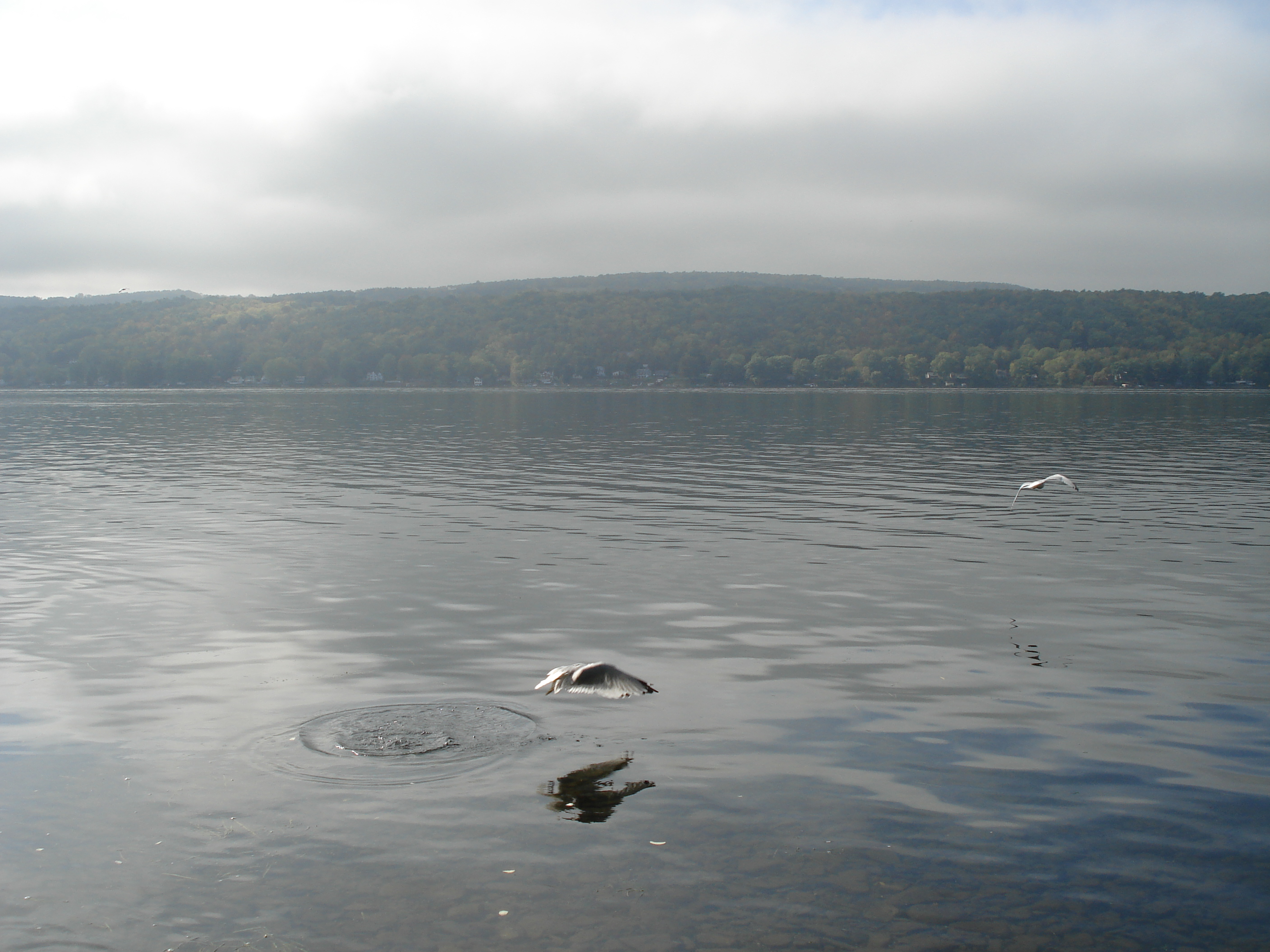
منظر لبحيرة هونوي من الشاطئ.

بحيرة هونوي هي من أصغر بحيرات فنجر وتقع غرب البحيرات الكبرى. إلى الغرب توجد بحيرات فنجر الثانوية الأخرى: بحيرة كاناديس وبحيرة هيملوك وبحيرة كونسوس . كما هو الحال مع بحيرات فنجر الأخرى، تم إنشاء بحيرة هونوي من خلال تقدم وانصهار الجليد القاري.
يبلغ إرتفاع سطح البحيرة 804 قدم (245 م) فوق مستوى سطح البحر. والبحيرة طويلة وضيقة باتجاه الشمال والجنوب تقريبًا ، وتبلغ مساحتها 1,772 أكر (7.17 كـم2) . كما أنها ضحلة نسبيًا وأكثر دفئًا من بحيرات فنجر الأخرى. منفذها هو وادي هونوي ، الذي يتدفق شمالًا. وهناك تيار غذاء رئيسي، يسمى خليج هونوي ، يدخل البحيرة في الطرف الجنوبي.
تقع قرية هونوي في بلدة ريتشموند في نهايتها الشمالية. منتزة جمعية بحيرة هونوي يدير مساحة كبيرة من الأكواخ الصيفية والمساكن على مدار العام تُعرف باسم مسارات-الأتحاد الزمني جنوب القرية على الجانب الشرقي من البحيرة.

## استجمام
على شاطئ البحيرة كثافة عالية من المنازل الترفيهية ، والعديد منها على أرصفة للقوارب وغيرها من المركبات الترفيهية . في الطقس الأكثر دفئًا، يعتبر الصيد استثنائيًا في بحيرة هونوي. واللي ،باس، بيرتش، بلوجيل هي بعض من الأسماك الترفيهية والبطولية التي يمكن العثور عليها. وتشمل الأنشطة الترفيهية الشعبية أيضًا ركوب السفن، والأنابيب، والتزلج على المياه، والصعود إلى وراء، وغيرها من الرياضات المائية الأخرى.
يتم الاحتفال سنويا بتقاليد حلقة النار يوم العمل عطلة نهاية الاسبوع من قبل سكان المنطقة. تضاء المشاعل حول شاطئ البحيرة للدلالة على نهاية الصيف وللتعرف على ثروة حصاد بحيرات فنجر. في الشتاء، تتجمد المياه بسرعة وتحافظ على سطحها الصلب طوال الموسم، وفي ذلك الوقت تُستخدم البحيرة في صيد الأسماك على الجليد والتزلج وركوب القوارب على الجليد.

### أماكن عامة
على الطرف الشمالي للبحيرة هو المنتزه السفلي الرملي، والذي يتضمن دراسة حياة الشاطئ، واثنين من الملاعب، وأجنحة متعددة. هناك أيضًا مقطورة للقوارب متاح من 15 مايو إلى عيد العمال.
بحيرة هونوي توفر منتزة إطلاق القوارب الحكومية على الجانب الشرقي، باتجاه الطرف الجنوبي للبحيرة، وهو مفتوح من مايو إلى نوفمبر. تقع منطقة هارييت هوليستر سبينسير الترفيهة على تل كاناديس جنوب البحيرة، وتطل على بحيرة هونوي.

## القضايا البيئية
في السنوات الأخيرة عانت البحيرة من مشاكل تتعلق بنوعية المياه بما في ذلك تآكل الشواطئ بسبب الزواحف وتكاثر الطحالب الزرقاء الخضراء.

## روابط خارجية
- Honeoye Lake Boat Launch State Park
- Live webcam, south end of lake, west side